# كيفن ميلر
كيفن ميلر (بالإنجليزية: Kevin Miller)‏ (15 مارس 1969 المملكة المتحدة - ) هو لاعب كرة قدم بريطاني يلعب كحارس مرمى.

## روابط خارجية
- كيفن ميلر على موقع قاعدة بيانات كرة القدم.إي يو (الإنجليزية)
- كيفن ميلر على موقع Soccerbase.com (لاعب) (الإنجليزية)
- كيفن ميلر على موقع عالم كرة القدم.نت (الإنجليزية)